# Gibret
Gibret ist eine französische Gemeinde mit 98 Einwohnern (Stand 1. Januar 2022) im Département Landes in der Region Nouvelle-Aquitaine (vor 2016: Aquitanien). Sie gehört zum Arrondissement Dax und zum Kanton Coteau de Chalosse.
Der Name in der gascognischen Sprache lautet ebenfalls Gibret und bezeichnet einen Ort, an dem Wacholder wächst.
Die Einwohner werden Gibrétois und Gibrétoises genannt.

## Geographie
Gibret liegt ca. 20 Kilometer östlich von Dax in der Landschaft Chalosse der historischen Provinz Gascogne.
Umgeben wird Gibret von den Nachbargemeinden:
|          | Montfort-en-Chalosse                        |        |
| Poyartin | Kompassrose, die auf Nachbargemeinden zeigt | Baigts |
|          | Donzacq                                     |        |

Gibret liegt im Einzugsgebiet des Flusses Adour. Der Ruisseau de Cazeaux, ein Nebenfluss des Luy, markiert die nördliche Grenze zur Nachbargemeinde Montfort-en-Chalosse.

## Geschichte
Wie die meisten Nachbargemeinden kannte Gibret sicherlich die römische Besetzung. Nach den Römern wurde in der Folgezeit die südliche Region der Landes von den Westgoten zu Beginn des Mittelalters kurzzeitig erobert. Mit dem 11. Jahrhundert wurden die Geschicke der Region von der englischen Besetzung bestimmt, die mit dem Ende des Hundertjährigen Kriegs im Jahr 1453 endete und damit die Guyenne wieder zu einer Provinz der französischen Krone wurde. Die Hugenottenkriege zwischen protestantischen und katholischen Parteien tobten im 16. und 17. Jahrhundert. Am Ende befanden sich die Landes endgültig in einer Phase des Friedens und des wachsenden Wohlstands. Mit der Französischen Revolution wurde die Gemeinde in der heutigen Form gegründet und adelige Besitztümer als Nationalgüter verkauft. Im 19. Jahrhundert revolutionierte die Einführung von Kiefern und Mischkultur die Wirtschaft im ganzen Département. Gibret entwickelte seine landwirtschaftlichen Tätigkeiten auf den Gebieten der Viehzucht, des Weinbaus und des Anbaus von Getreide.

### Einwohnerentwicklung
Nach Beginn der Aufzeichnungen stieg die Einwohnerzahl in der Mitte des 19. Jahrhunderts auf einen Höchststand von rund 290. In der Folgezeit sank die Größe der Gemeinde bei kurzen Erholungsphasen bis zur Jahrtausendwende auf rund 85 Einwohner, bevor eine moderate Wachstumsphase einsetzte, die die Größe auf ein Niveau von rund 100 Einwohnern hob.
| Jahr      | 1962 | 1968 | 1975 | 1982 | 1990 | 1999 | 2006 | 2010 | 2022 |
| --------- | ---- | ---- | ---- | ---- | ---- | ---- | ---- | ---- | ---- |
| Einwohner | 127  | 118  | 109  | 107  | 102  | 83   | 91   | 103  | 98   |

## Sehenswürdigkeiten

### PfarrkircheSaint-Jean-Baptiste
Die Johannes dem Täufer geweihte Pfarrkirche ist ursprünglich im romanischen Stil im 12. Jahrhundert errichtet worden. Der Eingang trägt eine Inschrift mit der der Jahreszahl „1683“. Das Hauptschiff ihres  Langhauses wird von zwei kleineren Seitenschiffen flankiert. Es wird von einem halbrunden Chor verlängert, an dem in der Längsachse eine Sakristei angebaut ist. Das Gebäude ist aus hellgrauem Bruchstein errichtet und besitzt rechteckige oder rundbogenförmige Fenster. Im Westen überragt ein kurzer Glockenturm die Fassade. Er ist an drei Seiten aus Holz errichtet, an einer Seite gemauert und besitzt ein Zeltdach aus Schiefer. Im 19. Jahrhundert wurde die Kirche restauriert. Der ursprüngliche Fliesenbelag im Kircheninnern konnte bis heute bewahrt werden.

## Wirtschaft und Infrastruktur
Die Landwirtschaft mit dem Schwerpunkt auf der Geflügelzucht ist der wichtigste Wirtschaftsfaktor der Gemeinde.

### Verkehr
Gibret ist erreichbar über die Routes départementales 7 und 415.